# Benno Merkle
Benno Merkle (* 15. Juli 1872 in Kellmünz an der Iller; † 30. Juli 1959 in Gräfelfing bei München) war ein deutscher Politiker der SPD und in den Jahren 1920 bis 1933 Oberbürgermeister der Stadt Schweinfurt.

## Werdegang
Merkle trat im Jahr 1917 in die SPD ein. Durch seine Arbeit für Ministerpräsident Kurt Eisner in der Landeshauptstadt München wurde er überregional bekannt. Am 14. März 1920 wurde er zum Ersten Bürgermeister der Stadt Schweinfurt gewählt. Im Juli 1923 rief er im Rahmen einer Veranstaltung gegen die Nationalsozialisten die Schweinfurter Bürger auf, den jüdischen Mitbürgern gegenüber Toleranz und Solidarität zu zeigen. Am 9. März 1933 wurde er auf Betreiben der Nationalsozialisten verhaftet und aus dem Amt entfernt.
In seiner aktiven Zeit für die Stadt Schweinfurt wurden viele soziale Projekte umgesetzt, teils mit Unterstützung der örtlichen Großindustriellen.

## Würdigung
Nach der Entmachtung der Nationalsozialisten ehrte die Stadt Schweinfurt ihren ehemaligen Oberbürgermeister. Am 15. Oktober 1946 benannte sie die Schlageterstraße (von den Nationalsozialisten so einst umbenannt) in Benno-Merkle-Straße.
Anlässlich seines 85. Geburtstags am 15. Juli 1957 wurde Merkle schließlich auch zum Ehrenbürger Schweinfurts ernannt. Oberbürgermeister Georg Wichtermann reiste hierzu zu Merkles Wohnort nach Gräfelfing und überreichte ihm in seinem Haus den Ehrenbürgerbrief.